# Sivan Davidovich
Sivan Davidovich (21 de mayo de 1988) es una deportista israelí que compitió en vela en la clase Mistral. Ganó una medalla de plata en el Campeonato Europeo de Mistral de 2006.

## Palmarés internacional
| \| Campeonato Europeo \| Campeonato Europeo \| Campeonato Europeo \| Campeonato Europeo \| \| Año \| Lugar \| Medalla \| Clase \| \| ------------------ \| ------------------ \| ------------------ \| ------------------ \| \| 2006 \| Palermo (Italia) \| Medalla de plata \| Mistral \| |                  |                  |         |
| Campeonato Europeo |                  |                  |         |
| Año | Lugar            | Medalla          | Clase   |
| 2006 | Palermo (Italia) | Medalla de plata | Mistral |